# How a Mosquito Operates
How a Mosquito Operates, também conhecido como The Story of a Mosquito, é uma animação de curta-metragem produzida nos Estados Unidos em 1912. Foi realizado pelo cartunista e animador norte-americano Winsor McCay. Com duração de 6 minutos, a obra conta a história de um mosquito gigante que atormenta um homem dormindo. É um dos primeiros filmes de animação e é reconhecido pela alta qualidade técnica de sua animação naturalista, considerado muito à frente de seus contemporâneos.